# Marietje d'Hane-Scheltema
Maria (Marietje) d'Hane-Scheltema (Amsterdam, 1932) is een Nederlands classica en vertaalster.
D'Hane-Scheltema is een telg uit het geslacht Scheltema en een dochter van Foppe Gabbe Scheltema (1891-1939) en diens tweede echtgenote Henrica Margaretha Blase (1904-1965). Ze studeerde klassieke talen aan de Gemeentelijke Universiteit van Amsterdam (de huidige UvA) en werkte jarenlang als docente aan het Erasmiaans Gymnasium en Rotterdamsch Lyceum, beide in Rotterdam. Ze is een van de productiefste vertalers van Oudgriekse en Latijnse teksten in het Nederlandse taalgebied. Daarbij toont ze een duidelijke voorkeur voor poëzie. Sinds 1959 vertaalde ze onder andere werk van de Griekse auteurs Aeschylus en Aristophanes en de Romeinse auteurs Claudianus, Juvenalis, Ovidius en Vergilius.
In 1986 ontving D'Hane-Scheltema voor haar Juvenalisvertaling de Martinus Nijhoffprijs, die ze deelde met Jenny Tuin. In hetzelfde jaar werd zij benoemd tot erelid van het Nederlands Klassiek Verbond wegens haar verdiensten voor het tijdschrift Hermeneus, waarvan zij 25 jaar lang redactielid was. In 2003 verleende de Universiteit van Amsterdam haar een eredoctoraat. In 2009 kreeg zij de Oikos publieksprijs voor haar gehele oeuvre.
Op 13 oktober 1994 kreeg zij de Laurenspenning, de cultuurprijs van de gemeente Rotterdam.
- Gemeinsame Normdatei: 138379289
- International Standard Name Identifier: 0000 0000 1985 8884
- Library of Congress Control Number: no2011183881
- Nederlandse Thesaurus van Auteursnamen: 070522340
- Système universitaire de documentation: 228355036
- Virtual International Authority File: 89928403